# Eva Lee
Eva Lee (* 7. August 1986) ist eine in Hongkong geborene US-amerikanische Badmintonspielerin.

## Karriere
Eva Lee gewann sechsmal die US-Meisterschaften. 2006 holte sie alle drei Titel bei den Canadian Open. 2006 siegte sie bei den Boston Open, 2007 bei der Panamerikameisterschaft und den Irish Open. 2008 nahm sie an den Olympischen Spielen teil.

## Erfolge
| Saison | Veranstaltung              | Disziplin   | Platz | Name                           |
| ------ | -------------------------- | ----------- | ----- | ------------------------------ |
| 2004   | USA: Einzelmeisterschaften | Mixed       | 1     | Raju Rai / Eva Lee             |
| 2005   | USA: Einzelmeisterschaften | Dameneinzel | 1     | Eva Lee                        |
| 2005   | USA: Einzelmeisterschaften | Damendoppel | 1     | Eva Lee / Mesinee Mangkalakiri |
| 2006   | Canadian Open              | Mixed       | 1     | Howard Bach / Eva Lee          |
| 2006   | Canadian Open              | Damendoppel | 1     | Mesinee Mangkalakiri / Eva Lee |
| 2006   | Canadian Open              | Dameneinzel | 1     | Eva Lee                        |
| 2006   | USA: Einzelmeisterschaften | Mixed       | 1     | Howard Bach / Eva Lee          |
| 2006   | USA: Einzelmeisterschaften | Dameneinzel | 1     | Eva Lee                        |
| 2006   | Boston Open                | Damendoppel | 1     | Eva Lee / Mesinee Mangkalakiri |
| 2007   | Panamerikameisterschaft    | Mixed       | 1     | Howard Bach / Eva Lee          |
| 2007   | Irish Open                 | Mixed       | 1     | Howard Bach / Eva Lee          |
| 2007   | USA: Einzelmeisterschaften | Mixed       | 1     | Howard Bach / Eva Lee          |
| 2009   | US Open                    | Mixed       | 1     | Howard Bach / Eva Lee          |
| 2010   | Brazil International       | Damendoppel | 1     | Eva Lee / Paula Obanana        |
| 2011   | Brazil International       | Damendoppel | 1     | Eva Lee / Paula Obanana        |
| 2012   | Polish International       | Damendoppel | 2     | Eva Lee / Paula Obanana        |